# 786 Bredichina

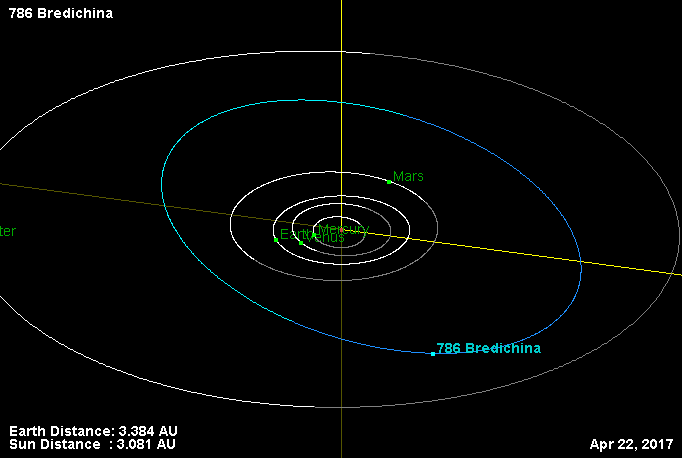
Órbita de 786 Bredichina.

Bredichina (asteroide 786) é um asteroide da cintura principal com um diâmetro de 91,6 quilómetros, a 2,6392114 UA. Possui uma excentricidade de 0,1671064 e um período orbital de 2 060,25 dias (5,64 anos).
Bredichina tem uma velocidade orbital média de 16,73209905 km/s e uma inclinação de 14,55243º.
Esse asteroide foi descoberto em 20 de Abril de 1914 por Franz Kaiser.